# George Froeschel
George Froeschel est un romancier et scénariste autrichien, né le 9 mars 1891 à Vienne en Autriche et mort le 22 novembre 1979 à Los Angeles (Californie) aux États-Unis.
Ancien avocat et journaliste, il écrivit des romans et nouvelles dont quelques-uns furent portés à l'écran en Allemagne. Ayant rejoint les États-Unis, il devint scénariste à Hollywood, où il gagna l'Oscar du meilleur scénario adapté en 1943 pour Madame Miniver de William Wyler. La même année, il fut proposé pour celui de Prisonniers du passé de Mervyn LeRoy.

## Films tirés de son œuvre littéraire
- 1921 : Die Geliebte Roswolskys de Felix Basch, d'après son roman
- 1927 : Der Anwalt des Herzens de Wilhelm Thiele, d'après sa nouvelle
- 1928 : Flammes (Weib in Flammen) de Max Reichmann, d'après son roman
- 1929 : Skandal in Baden-Baden de Erich Waschneck, d'après son roman

## Filmographie
comme scénariste
- 1923 : Nora de Berthold Viertel
- 1940 : La Valse dans l'ombre (Waterloo Bridge) de Mervyn LeRoy
- 1940 : La Tempête qui tue (The Mortal Storm) de Frank Borzage
- 1942 : Danse autour de la vie (We Were Dancing) de Robert Z. Leonard
- 1942 : Madame Miniver (Mrs Miniver) de William Wyler
- 1942 : Prisonniers du passé (Random Harvest) de Mervyn LeRoy
- 1944 : Les Blanches Falaises de Douvres (The White Cliffs of Dover) de Clarence Brown
- 1948 : Tragique décision (Command Decision) de Sam Wood
- 1950 : L'Histoire des Miniver (The Miniver Story) de H. C. Potter
- 1951 : Le Droit de tuer (The Unknown Man), de Richard Thorpe
- 1952 : Scaramouche (Scaramouche) de George Sidney
- 1953 : Histoire de trois amours (The Story of Three Loves) de Vincente Minnelli et Gottfried Reinhardt
- 1953 : Ne me quitte jamais (Never Let Me Go) de Delmer Daves
- 1954 : Rose-Marie (Rose Marie) de Mervyn LeRoy
- 1954 : Voyage au-delà des vivants (Betrayed) de Gottfried Reinhardt
- 1955 : Les Aventures de Quentin Durward (Quentin Durward) de Richard Thorpe
- 1956 : Gaby de Curtis Bernhardt
- 1958 : Moi et le colonel (Me and the Colonel) de Peter Glenville
- 1960 : L'Homme des fusées secrètes (Wernher von Braun) de Jack Lee Thompson